# Quartà
|  | Per a altres significats, vegeu «quartà (gentilici)». |

Un quartà és una mesura d'àrids antiga, equivalent a la dotzena part d'una quartera o a 4 picotins. Tenia diferent capacitat segons què calia mesurar i també segons el territori on s'aplicava. Per això el mostassaf de les batllies catalanes disposava d'estris per al quartà estàndard del seu territori. S'han conservat mesures d'aquesta mena a Barcelona (Museu d'Història de Barcelona), Falset, la Seu d'Urgell i Montblanc, per exemple, entre altres llocs. El quartà de gra solia oscil·lar a l'entorn dels 6 litres; El quartà d'olives, al voltant dels 7 l; la de sembradura equivalia a la dotzena part de l'espai que es podia sembrar amb una quartera de blat. La quartera es podia subdividir en quartans, quartons o picotins. Una sisena part de la quartera era, sobretot a la zona pirinenca i especialment a Andorra, un sesteró. Aquestes mesures foren suprimides amb la implantació del sistema mètric decimal, però en molts àmbits rurals els pagesos encara s'entenen amb aquesta mesura, a l'hora de considerar la capacitat de les terres que treballen, per exemple.
Una almosta en temps medievals era una mesura d'àrids submúltiple de la quartera de gra. A Sant Celoni equivalia a 1/64 part d'una quartera. A Montpalau l'almosta era de quart i de cinquè.